# Lijst van rijksmonumenten in Geverik
De plaats Geverik telt 20 inschrijvingen in het rijksmonumentenregister. Hieronder een overzicht.
| Object                                                                    | Oorspronkelijke functie? | Bouwjaar                                             | Architect | Locatie                                                | Coördinaten?                  | Nr.?   | Afbeelding        |
| ------------------------------------------------------------------------- | ------------------------ | ---------------------------------------------------- | --------- | ------------------------------------------------------ | ----------------------------- | ------ | ----------------- |
| Kasteel Genbroek: hoofdgebouw                                             | Kasteel, buitenplaats    | 1381 (eerste vermelding) 17e eeuw (huidige ensemble) |           | Kasteel Genbroekstraat 18                              | 50° 56' 1" NB, 5° 47' 24" OL  | 455381 | Meer afbeeldingen |
| Kasteel Genbroek: historische tuin- en parkaanleg                         | Tuin, park en plantsoen  | eerste helft 19e eeuw                                |           | Historische tuin- en parkaanleg Kasteel Genbroekstraat | 50° 56' 2" NB, 5° 47' 14" OL  | 455382 | Meer afbeeldingen |
| Kasteel Genbroek: schuur, Buitenplaats Gebroek                            | Boerderij                | 17e eeuw                                             |           | Kasteel Genbroekstraat bij 1                           | 50° 56' 11" NB, 5° 47' 23" OL | 455383 | Meer afbeeldingen |
| Kasteel Genbroek: duiker tevens brug                                      | Tuin, park en plantsoen  | waarschijnlijk begin 17e eeuw                        |           | Kasteel Genbroekstraat bij 1                           | 50° 56' 11" NB, 5° 47' 23" OL | 455384 | Meer afbeeldingen |
| Kasteel Genbroek: bakstenen muur met aanbouw                              | Tuin, park en plantsoen  | 18e eeuw (muur) 19e eeuw (aanbouw)                   |           | Kasteel Genbroekstraat bij 1                           | 50° 56' 11" NB, 5° 47' 23" OL | 455385 | Meer afbeeldingen |
| Kasteel Genbroek: pijlers en hek                                          | Erfscheiding             | eerste helft 19e eeuw                                |           | Kasteel Genbroekstraat bij 1                           | 50° 56' 11" NB, 5° 47' 23" OL | 455386 | Meer afbeeldingen |
| Kasteel Genbroek: brug met keermuren en duiker                            | Tuin, park en plantsoen  | 19e eeuw                                             |           | Brug en duiker Kasteel Genbroekstraat                  | 50° 56' 1" NB, 5° 47' 23" OL  | 455387 | Meer afbeeldingen |
| Kasteel Genbroek: ijskelder                                               | Tuin, park en plantsoen  | 19e eeuw                                             |           | Kasteel Genbroekstraat bij 7                           | 50° 56' 9" NB, 5° 47' 21" OL  | 455388 | Meer afbeeldingen |
| Bronhuisje                                                                | Gezondheidszorg          | eerste helft 19e eeuw of eerder                      |           | Kasteel Genbroekstraat bij 7                           | 50° 56' 9" NB, 5° 47' 22" OL  | 455389 | Meer afbeeldingen |
| Kasteel Genbroek: pomphuisje met waterpomp                                | Industrie                | ca. 1925                                             |           | Pomphuisje Kasteel Genbroekstraat                      | 50° 56' 1" NB, 5° 47' 23" OL  | 455391 | Meer afbeeldingen |
| Kasteel Genbroek: oostelijke volière                                      | Dierenverblijf           | 19e eeuw                                             |           | Oostelijke Volière Kasteel Genbroekstraat              | 50° 56' 1" NB, 5° 47' 23" OL  | 455392 | Meer afbeeldingen |
| Kasteel Genbroek: westelijke volière                                      | Dierenverblijf           | 19e eeuw                                             |           | Kasteel Genbroekstraat bij 1                           | 50° 56' 11" NB, 5° 47' 23" OL | 455393 | Meer afbeeldingen |
| Kasteel Genbroek: duiker                                                  | Waterweg, werf en haven  | 16e eeuw                                             |           | Duiker Kasteel Genbroekstraat                          | 50° 56' 1" NB, 5° 47' 23" OL  | 455394 | Meer afbeeldingen |
| Kasteel Genbroek: vaas op sokkel                                          | Tuin, park en plantsoen  | begin 19e eeuw                                       |           | Vaas op sokkel Kasteel Genbroekstraat                  | 50° 56' 1" NB, 5° 47' 23" OL  | 455395 | Meer afbeeldingen |
| Kasteel Genbroek: beeld op sokkel bij keutelbeek                          | Tuin, park en plantsoen  | 19e eeuw                                             |           | Kasteel Genbroekstraat bij 7                           | 50° 56' 9" NB, 5° 47' 22" OL  | 455396 | Meer afbeeldingen |
| Kasteel Genbroek: beeld op sokkel bij moestuin                            | Tuin, park en plantsoen  | 19e eeuw                                             |           | Beeld bij moestuin Kasteel Genbroekstraat              | 50° 56' 1" NB, 5° 47' 23" OL  | 455397 | Meer afbeeldingen |
| Bakstenen hoeve om gesloten binnenplaats                                  | Boerderij                | 1812                                                 |           | Geverikerstraat 139                                    | 50° 55' 24" NB, 5° 47' 51" OL | 8769   | Meer afbeeldingen |
| De Kapel                                                                  | Kerk en kerkonderdeel    | 1861-1862                                            |           | Kapelstraat 14                                         | 50° 55' 32" NB, 5° 47' 12" OL | 8770   | Meer afbeeldingen |
| Grote bakstenen hoeve, gewit, om een gesloten binnenplaats (Geverikerhof) | Boerderij                | 1782                                                 |           | Kapelstraat 16                                         | 50° 55' 30" NB, 5° 47' 16" OL | 8771   | Meer afbeeldingen |
| Hoeve van mergel en vakwerk om binnenplaats                               | Boerderij                | 1886 (sluitsteen)                                    |           | Veenweg 9                                              | 50° 55' 26" NB, 5° 47' 18" OL | 8772   | Meer afbeeldingen |